# Hoděčín
Hoděčín (dříve též Hodětín, německy Hodietschin) je malá vesnice, část obce Olešnice v okrese Rychnov nad Kněžnou. Nachází se asi 1 km na severovýchod od Olešnice. V roce 2009 zde bylo evidováno 40 adres. V roce 2001 zde trvale žilo 80 obyvatel.
Hoděčín je také název katastrálního území o rozloze 1,82 km2.

## Další fotografie

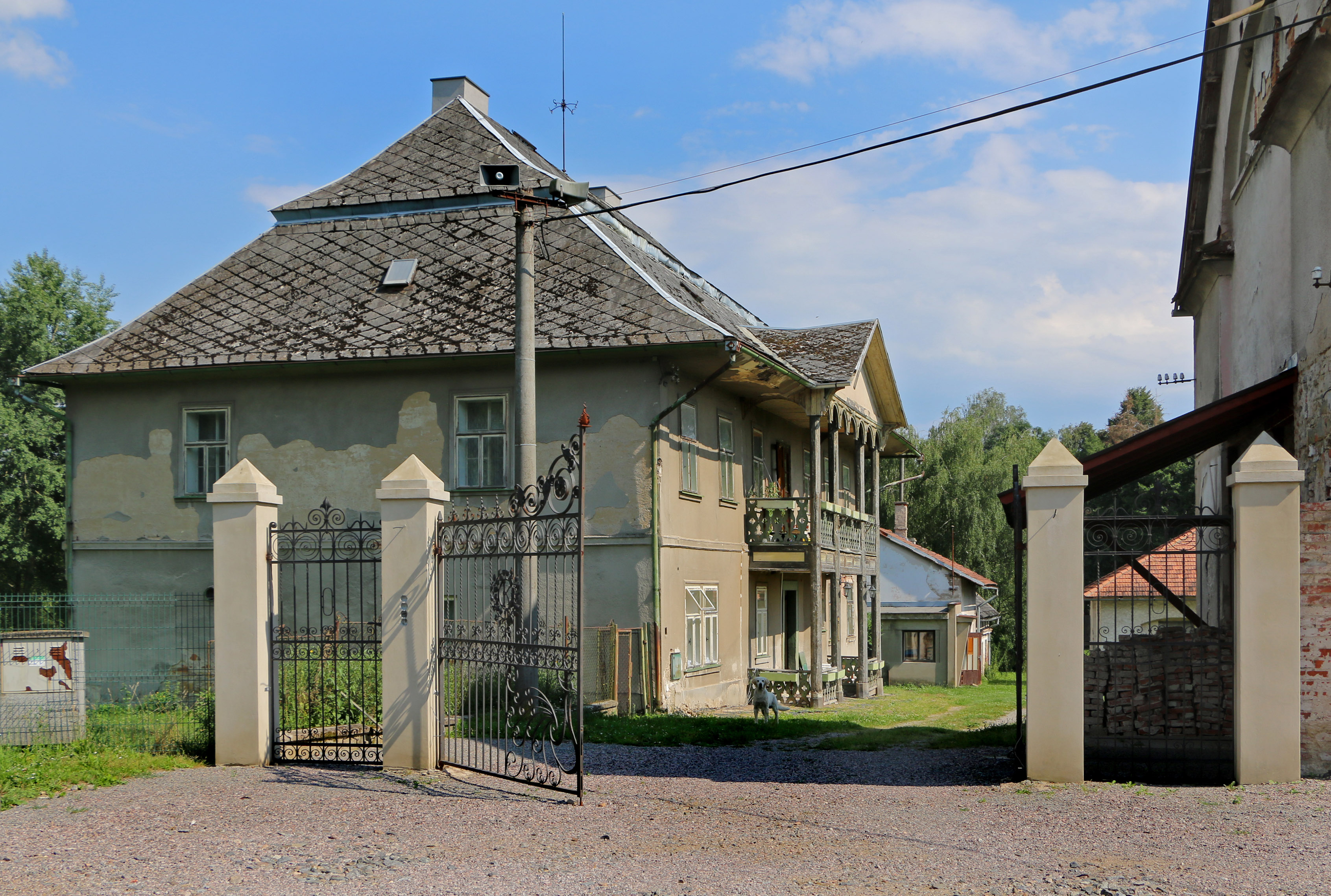
Bývalý zámek
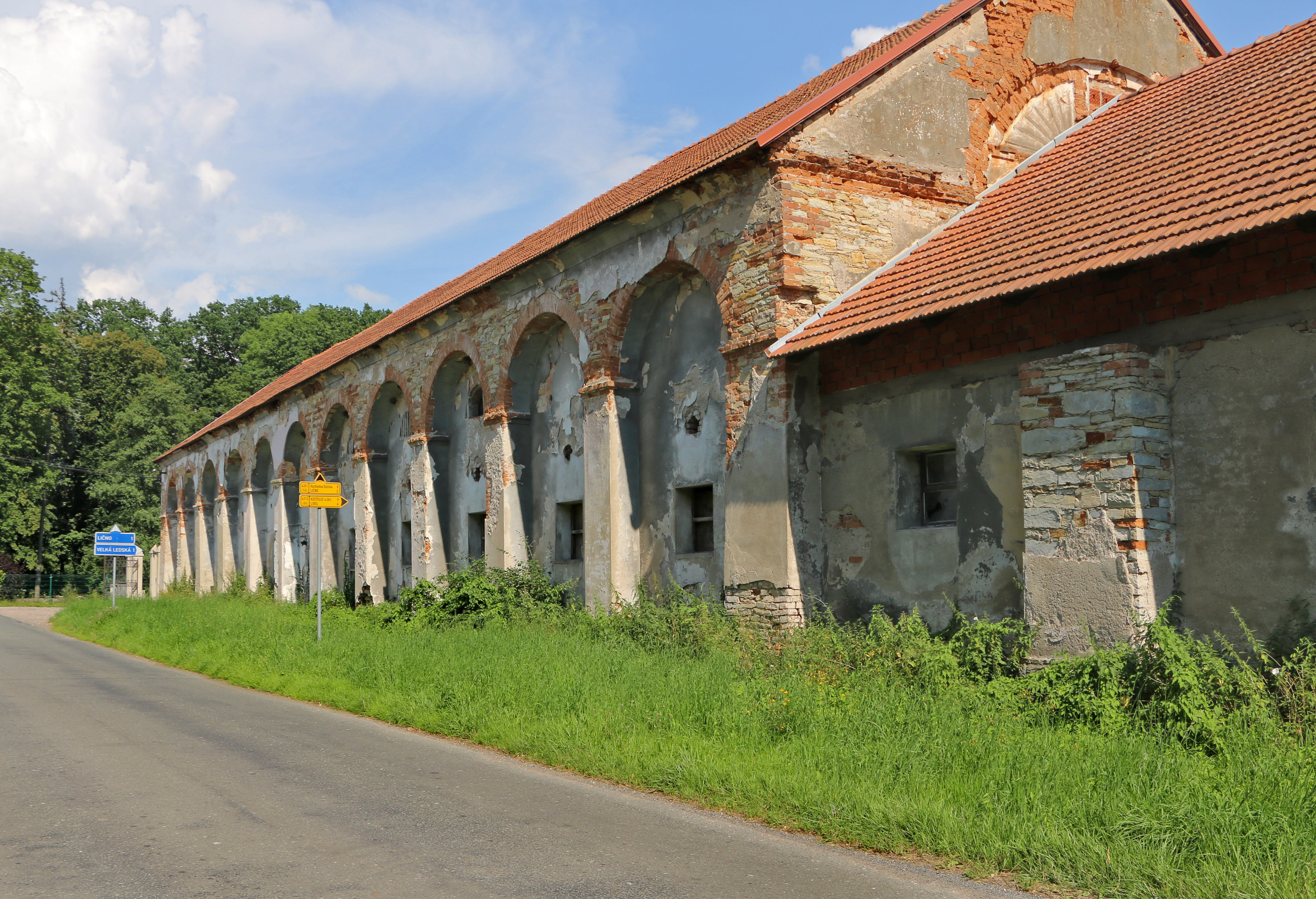
Hospodářské budovy zámku
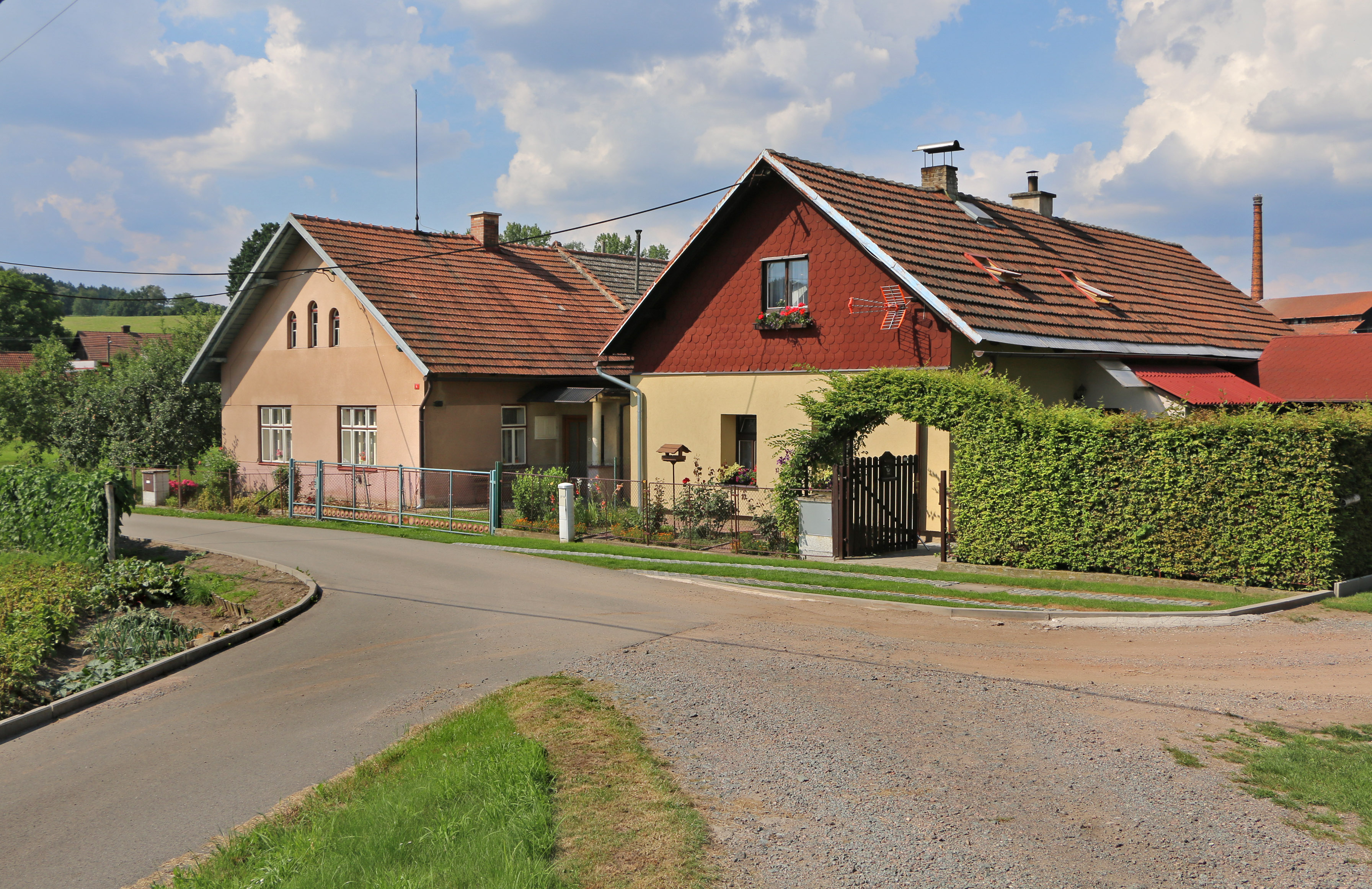
Domky v postranní ulici
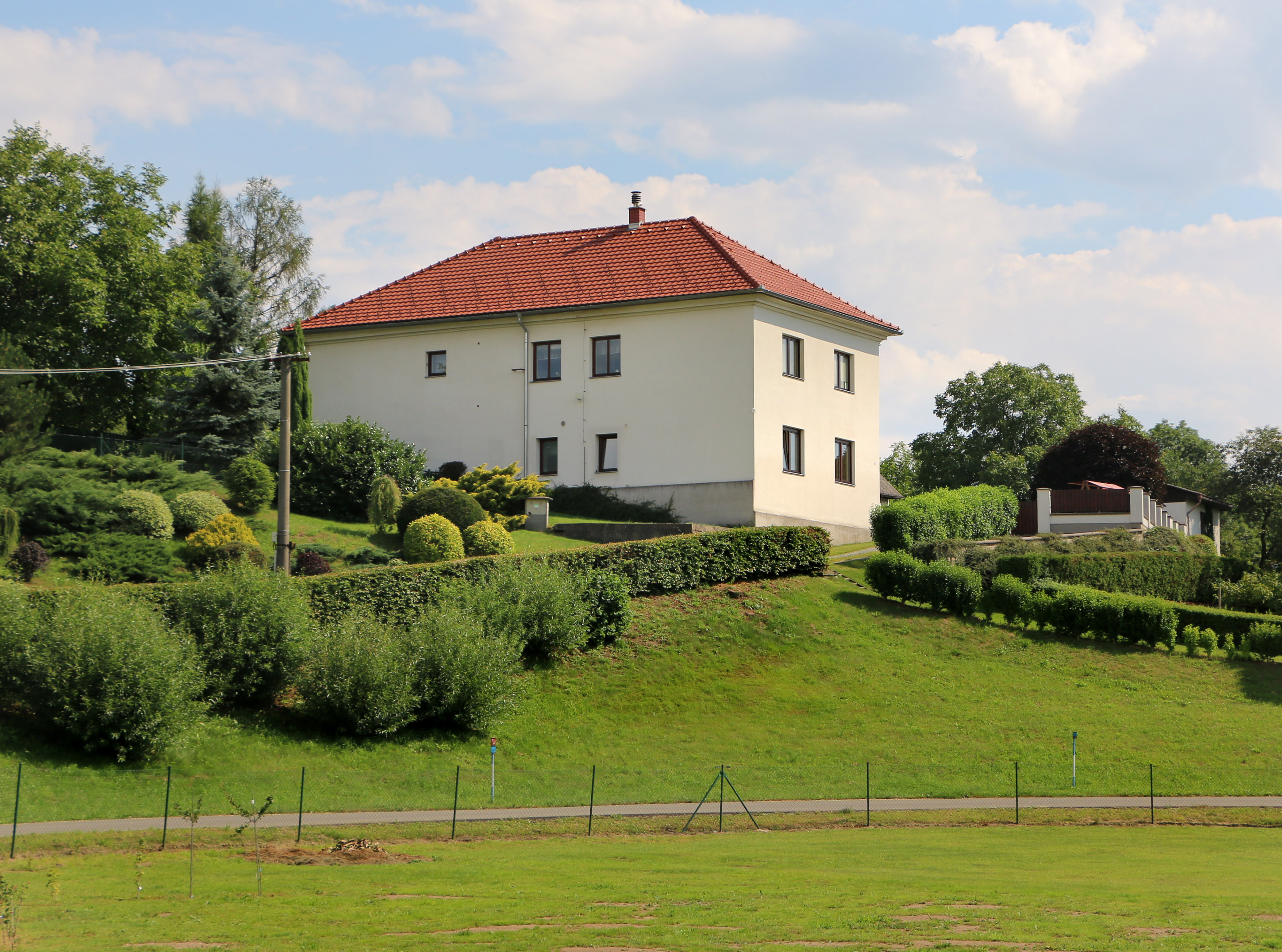
Dům čp. 2